# Джон Конналлі
Джон Бовден Конналлі (англ. John Bowden Connally; нар. 27 лютого 1917, Флоресвілл, Техас — пом. 15 червня 1993, Х'юстон, Техас) — американський політик-демократ, з 1973 республіканець; міністр військово-морських сил США (1961, за президента Джона Кеннеді), міністр фінансів США (1971–1972, за президента Річарда Ніксона), в 1963–1969 роках — губернатор Техасу.